# Белое (Гомельская область)
Белое (бел. Белае) — деревня в Юркевичском сельсовете Житковичского района Гомельской области Белоруссии.
Кругом лес. На юге и востоке ботанический заказник республиканского значения.

## География

### Расположение
В 22 км на северо-запад от районного центра и железнодорожной станции Житковичи (на линии Лунинец — Калинковичи), 251 км от Гомеля.

## Транспортная сеть
Транспортные связи по просёлочной, затем автомобильной дороге Лунинец — Калинковичи. Деревянные крестьянские усадьбы вдоль просёлочной дороги.

## История
Согласно письменным источникам известна с XIX века как селение в Житковичской волости Мозырского уезда Минской губернии. Согласно переписи 1897 года хутор Белое Озеро. В 1929 году жители вступили в колхоз. Во время Великой Отечественной войны в феврале 1943 года немецкие каратели полностью сожгли деревню и убили 4 жителей. 6 жителей погибли на фронте. Согласно переписи 1959 года в составе рыбхоза «Белое» (центр — посёлок Озёрный).

## Население

### Численность
- 2004 год — 9 хозяйств, 16 жителей.

### Динамика
- 1897 год — 63 жителя (согласно переписи).
- 1917 год — 94 жителя.
- 1925 год — 19 дворов.
- 1940 год — 32 двора, 184 жителя.
- 1959 год — в деревне 49, в посёлке рыбного хозяйства 175 жителей (согласно переписи).
- 2004 год — 9 хозяйств, 16 жителей.

## Известные уроженцы
- Ф. П. Алексиевич — Герой Социалистического Труда.